# Chełm (Czernichów)
Chełm (279 m) – wzniesienie w miejscowości Czernichów w województwie małopolskim, w powiecie krakowskim, pod względem geograficznym na Garbie Tenczyńskim (część Wyżyny Krakowsko-Częstochowskiej) w obrębie Rudniańskiego Parku Krajobrazowego.
Na szczycie Chełma znajduje się punkt triangulacyjny z wysokością 278.6 m n.p.m. Wysokość względna Chełma nad Wisłą u jego podnóża wynosi 70 m. Jest w większości porośnięty lasem, ale jego podnóża zajmują pola i zabudowania Czernichowa, na północnych podnóżach jest też wiele polan, na niektórych z nich istnieją jeszcze pola uprawne. Z zachodu na wschód przecina go Biała Droga. Odwadniany jest przez Wisłę i znajdujące się w jej zlewni potoki Młynówka, Rudno, Jesionka i Stracha.
Wzniesienie tektoniczne o charakterze zrębu. Jego szczególnym walorem jest położenie w obrębie Bramy Krakowskiej – jednostki łączącej trzy wielkie regiony fizycznogeograficzne Polski: Karpaty, kotliny podkarpackie i wyżyny. Na niewielkim obszarze występuje bardzo duże zróżnicowanie warunków geograficznych, a w konsekwencji siedlisk i zbiorowisk roślinnych z wieloma cechami naturalnymi. Daje to unikatowe możliwości prezentacji i bezpośredniego kontaktu ze zjawiskami zróżnicowania i determinacji poszczególnych elementów środowiska.